# Massaguet
Massaguet – miasto w Czadzie, w regionie Hadjer-Lamis, departament Haraze Al Biar; 17 906 mieszkańców (2005).